# Scheepswrak VAL1460
Scheepswrak VAL1460 is een restant van een laatmiddeleeuws schip in de Nederlandse gemeente Lelystad.
Het houten vrachtschip is in het derde kwart van de 15e eeuw vervaardigd. In de scheepsbouw is onder meer een overnaadse romp van zo'n 20 meter lengte toegepast. In 1999 trof men het onder water aan als scheepswrak bij uitdiepen van de vaargeul Amsterdam-Lemmer ongeveer vijf kilometer ten noorden van Lelystad. Het hout dat werd teruggevonden bleek mede door de zuurstofarme omgeving van zeer goede kwaliteit. De vondst van het schip is bijzonder onder meer omdat er nauwelijks gegevens van schepen bekend zijn uit deze periode; een periode waarin internationale handel via de Zuiderzee plaatsvond en grote ontwikkelingen in de Nederlandse scheepsbouw gaande waren. 
Ter behoud zijn in 2008 de restanten in situ met een laag klei afgedekt. In 2012 kreeg het scheepswrak de status van rijksmonument.

Almere ·
Noordoostpolder ·
Urk ·
Zeewolde

Gemaal Lovink ·
scheepswrak VAL1460